# Biscoe, North Carolina
Biscoe är en ort i Montgomery County i delstaten North Carolina, USA.